# Camponotus sanctaefidei
Camponotus sanctaefidei é uma espécie de inseto do gênero Camponotus, pertencente à família Formicidae.